# Vanessa Ray

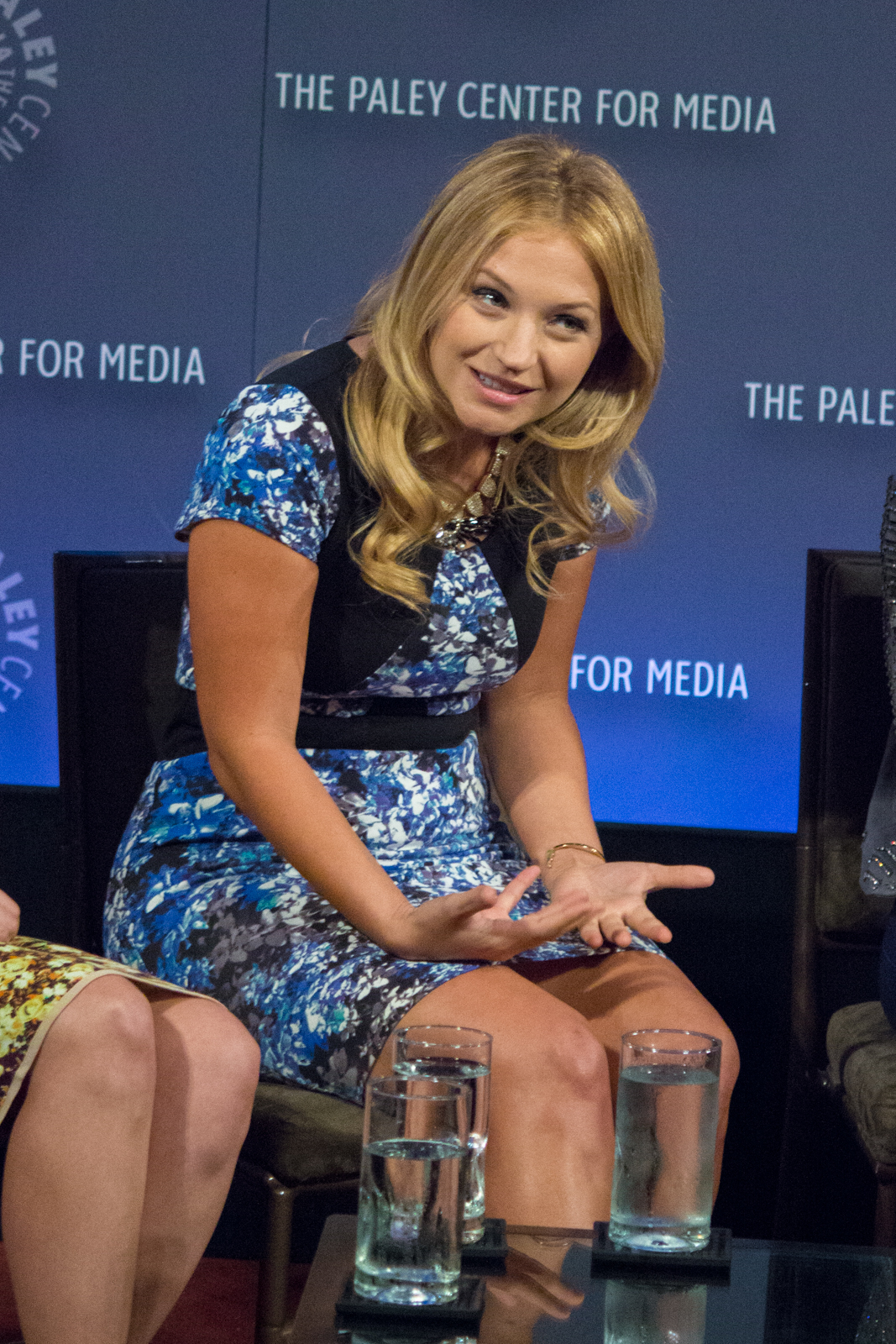
Vanessa Ray (2014)

Vanessa Ray, gebürtig Vanessa Rae Liptak, (* 24. Juni 1981 in Alameda County, Kalifornien) ist eine US-amerikanische Schauspielerin. Bekannt wurde sie durch ihre Rolle als Teri Ciccone in der Seifenoper Jung und Leidenschaftlich – Wie das Leben so spielt.

## Leben und Karriere
Vanessa Ray wurde 1981 in Kalifornien geboren und wuchs in Vancouver, Washington auf. Da ihre Eltern, James und Valerie Liptak, beide im Theater arbeiteten, kam sie schnell zur Schauspielerei. So trat sie im Musical Footloose, in einem Musical zum Film Findet Nemo im Disneyland Resort in Orlando und im Broadway-Musical Hair in dessen letztem Jahr als Crissy auf.
Ihre ersten Fernsehauftritte hatte Ray 2003 in dem Kurzfilm-Video The Sparky Chronicles: The Map. 2008 folgte mit Finding Chance eine erste größere Rolle. Nach ersten Gastauftritten in Fernsehserien wie The Battery’s Down und Bored to Death, bekam sie 2009 die Rolle der Teri Ciccone in der letzten Staffel der Seifenoper Jung und Leidenschaftlich – Wie das Leben so spielt. In der dritten Staffel von Damages – Im Netz der Macht war sie für sieben Episoden als Tessa Marchetti zu sehen.
Seit 2011 übernahm sie mehrere Gastrollen in Fernsehserien wie White Collar, Nurse Jackie, Girls und The Mentalist. Eine größere Nebenrolle hatte sie als Jenny Griffith in den ersten beiden Staffeln der beim Kabelsender USA Network ausgestrahlten Anwaltsserie Suits. In der ABC-Family-Mysteryserie Pretty Little Liars war Ray von 2012 bis 2017 in einer wiederkehrenden Rolle als Cece Drake zu sehen. Seit 2013 spielt sie in der Krimiserie Blue Bloods – Crime Scene New York die Polizistin Edit „Eddie“ Janko.
Ray war von 2003 bis 2009 mit dem Schauspieler Derek James Baynham verheiratet. Seit 2015 ist sie mit dem Musiker Landon Beard verheiratet und lebt in New York City und Los Angeles. 2020 erklärte sie in einem Podcast-Interview, dass sie  eine Bipolare Störung hat. Im November 2023 adoptierten ihr Ehemann Beard und sie ein Kind.

## Filmografie (Auswahl)
- 2003: The Sparky Chronicles: The Map (Kurzfilm)
- 2008: Finding Chance
- 2008–2009: The Battery’s Down (Fernsehserie, 3 Folgen)
- 2009: Bored to Death (Fernsehserie, Folge 1x03)
- 2009–2010: Jung und Leidenschaftlich – Wie das Leben so spielt (As the World Turns, Seifenoper)
- 2010: Damages – Im Netz der Macht (Damages, Fernsehserie, 7 Folgen)
- 2011: White Collar (Fernsehserie, Folge 2x12)
- 2011: Nurse Jackie (Fernsehserie, Folge 3x09)
- 2011–2012: Suits (Fernsehserie, 9 Folgen)
- 2012: Girls (Fernsehserie, Folge 1x06)
- 2012: The Last Day of August
- 2012–2017: Pretty Little Liars (Fernsehserie, 17 Folgen)
- 2013: The Mentalist (Fernsehserie, Folge 5x15)
- 2013: Mutual Friends
- 2013–2024: Blue Bloods – Crime Scene New York (Blue Bloods, Fernsehserie)
- 2014: Devil’s Due – Teufelsbrut (Devil’s Due)
- 2014: Are You Joking?
- 2015: All in Time
- 2015: The Rumperbutts
- 2016: Serialized (Fernsehfilm)